# Andrea Marrazzi
Andrea Marrazzi, född 2 oktober 1887 i Livorno, död 18 oktober 1972 i Livorno, var en italiensk fäktare.
Marrazzi blev olympisk guldmedaljör i värja vid sommarspelen 1920 i Antwerpen.